# Sugár András (újságíró)
Sugár András (Budapest, 1933. május 7. – 2021. augusztus 9. előtt) magyar író, újságíró, az MTV első utazó tudósítója.

## Élete, munkássága
Poliglott (több nyelven beszélő) személy volt.
Beszélt nyelvei: magyar, latin, német, orosz, angol, szerb, horvát, bolgár, mongol, indonéz, francia, olasz, lengyel, román, spanyol, portugál, eszperantó, szlovák, ukrán, belorusz, szlovén.

„Először a latinnal találkoztam. Szívesen és könnyen tanultam....
...Édesanyám gépírónő. Egyedül nevel engem és egy évvel idősebb bátyámat...Elég jól tanulok, főleg a nyelvekből kapok gyakran egyeseket. Az egyes akkor kitűnőt jelentett, a négyes volt az elégtelen, vagy ahogy mi hívtuk - a „daci”. Latin, angol elég jól megy. Oroszul már folyékonyan beszélek. 1945 tavaszán kezdtem tanulni Puskin és Tolsztoj nyelvét, mégpedig az utcán, a katonáktól. Az első két szó így hangzott: „Dajtye hleba”. Adjatok kenyeret..”

Középiskolai tanulmányait 1946-tól a Madách Imre Főgimnáziumban kezdte, majd 1948-ban beiratkozott a tízosztályos Gorkij iskolába, ahol orosz nyelven tanítottak. Gimnáziumi magyartanára terelgette az újságírás felé, biztatására kezdett írással foglalkozni. A Pajtás című úttörőlapban jelentek meg első írásai. A lap ifjúsági külső munkatársa lett, kortársai, többek között Kulcsár István és Almár Iván mellett. A Gorkij fasori iskolában 17 évesen leérettségizett, majd ösztöndíjas diákként továbbtanulni a Szovjetunióba küldték. Szverdlovszkban kezdte felsőfokú tanulmányait, majd 1952-től a leningrádi egyetemen tanult. Itt, az orosz, angol és francia nyelv mellé az orientalisztiai karon vendéghallgatóként felvette az indonéz (maláj) nyelvet. Nemzetközi jogi diplomáját a leningrádi egyetemen szerezte. Vörös diplomával végzett, ami itthon summa cum laude doktorátust jelentett.
1958-tól a Magyar Távirati Iroda külpolitikai fordítói-újságírói munkatársa volt, majd 1961-től moszkvai, 1966-tól pedig londoni tudósítójaként dolgozott. 1971-ben került az Magyar Televízióhoz mint főmunkatárs és lett a televízió első utazó tudósítója. 1994-ben nyugdíjazták; a bíróság két perben igazat adott neki, törvényellenesnek nyilvánította elbocsátását és jelentős kártérítést ítélt meg neki. 

„Részletek egy 2002-es interjúból:
– 1994 nyarán többek között téged is kiraktak a Magyar Televízióból.
– Méghozzá törvényellenesen. Bírói ítéletek igazolják ezt, még a Legfelsőbb Bíróság is megállapította, hogy törvényellenesen távolítottak el a televízióból, felrúgva az érvényes munkaszerződésemet. […] Eltávolításom után sikerült bíróságon érvényt szerezni az igazamnak, rehabilitációban részesültem. Ez a része rendben is van, de soha egyetlen szerkesztőség sem kért fel, hogy a Magyar Televízióban végezzek bármilyen alkotómunkát. Csupán egyetlen magántelevízió ajánlotta fel, hogy dolgozzak a számukra.”

 Talán ezért: az MTV későbbi vezetői rendszeresen figyelmen kívül hagyták személyét a cég évfordulóin, az örökös tagok listájának összeállításában stb.
Sugár 102 országban forgatott riport- és dokumentumfilmeket A Hét, a Panoráma és több más műsor számára, több száz alkalommal volt műsorvezető A Hét, a Panoráma, a Fórum című műsorokban. Mintegy tíz nyelven készített interjúkat. Sok államférfi, akikkel több interjút is készített, személyes barátjának tekintette. 1987-től 1988 végéig A Hét főszerkesztője is volt. Tíz könyve jelent meg itthon, Londonban, New Yorkban és Torontóban.
Magyar és lengyel érdemrendeken kívül négy tévéfesztiválon nyert nagy-, illetve kategóriadíjat.
Sugár András felesége Novák Henriette újságíró, televíziós műsorvezető-szerkesztő-riporter, a Módi, Főtér, Stúdió, Halló vasárnap! és sok más tévés, rádiós műsor munkatársa. Egy fiuk van, aki 1975-ben született, jelenleg médiatervező.
Első házasságából két gyermeke született.
Halálhírét 2021. augusztus 9-én közölték.

## Interjúalanyainak nem teljes listája
- Államfők:
  - Császárok: Hailé Szelasszié (Etiópia), Mohammad Reza Pahlavi (Perzsia/Irán).
  - Királyok: Norodom Szihanuk (Kambodzsa), I. János Károly spanyol király (Spanyolország), a száműzöttek közül I. Mihály román és II. Szimeon bolgár cár, valamint Sándor szerb trónörökös.
  - Egyéb államfők: Mihail Gorbacsov (Szovjetunió), George H. W. Bush (az idősebb), Jimmy Carter (USA), Borisz Jelcin (Oroszország), Hájim Herzog (Izrael), Szarvépalli Rádákrisnan (India), Jacques Chirac (Franciaország), Urho Kekkonen és Mauno Koivisto (Finnország), Václav Havel (Csehország), Ion Iliescu és Emil Constantinescu (Románia), Dobrica Ćosić (Jugoszlávia), Kiro Gligorov (Macedónia), Franjo Tuđman és Stipe Mesić (Horvátország), Göncz Árpád (Magyarország), Zseljo Zselev (Bulgária), Fidel Castro (Kuba), Slobodan Milošević (Szerbia), Francisco Morales-Bermúdez (Peru), Isabel Perón és Raúl Alfonsín (Argentína), Juan Carlos Wasmosy, eredeti magyar felmenőinek neve: Vámosy (Paraguay), José López Portillo (Mexikó), C. A. Pérez (Venezuela), Daniel Ortega (Nicaragua), Maurice Bishop (Grenada), Taraki (Afganisztán), Eduard Sevardnadze (Szovjetunió/Grúzia), Wojciech Jaruzelski (Lengyelország), Milan Kučan (Szlovénia), Julius Nyerere (Tanzánia), Algirdas Brazauskas (Litvánia), Robert Mugabe (Zimbabwe), III. Makáriosz, Jórgosz Vaszilíu és Gláfkosz Klirídisz (Ciprus), stb.
- Kormányfők, kulturális, tudományos és politikai személyiségek: Hruscsov (Szovjetunió), Edward Heath, Margaret Thatcher (Nagy-Britannia), Olof Palme (Svédország), Helmut Kohl (NSZK/Németország); Kádár János, Grósz Károly, Németh Károly, Antall József, Horn Gyula, Boross Péter és Orbán Viktor (Magyarország), José María Aznar (Spanyolország), Pierre Trudeau (Kanada), Dom Mintoff és Edward Fenech Adami (Málta), Mudzsibur Rahmán sejk (Banglades), Fred Sinowatz és Alois Mock (Ausztria), Gajdar (Oroszország), Panić és Milovan Đilas (Jugoszlávia), Rakowski, Tadeusz Mazowiecki, Bielecki és Hanna Suchocka (Lengyelország), Lubomír Štrougal és Alexander Dubček (Csehszlovákia), Václav Klaus (Csehország), Simón Peresz, Jichák Sámír, Aríél Sárón, Benjámín Netanjáhú, Móse Arensz, Ílán Rámón (Izrael), Giulio Andreotti (Olaszország), Benti (Etiópia), Ján Čarnogurský és Vladimír Mečiar (Szlovákia), Lojze Peterle (Szlovénia), Manolić (Horvátország), Teodor Meleșcanu és Ilie Năstase (Románia), Kalevi Sorsa, Elisabeth Rehn (Finnország), Csao Ce-jang (Kína), Carl Bildt (Svédország), Andreasz Papandreu, Kanellopulosz, Kiriákosz Micotákisz (Görögország), Andrej Lukanov (Bulgária), Bourassa (Québec), Strobe Talbott, Teller Ede, Richard Lugar, Alexander Hart, Zbigniew Brzezinski, Tom Lantos, Robert McNamara, Soros György stb. (USA), Lionel Jospin (Franciaország), Abe Sinzó (Japán), a dalai láma (Tibet), Rifkind, Carrington, Healey, C. Northcote Parkinson (Anglia), Jurij Gagarin (SZU), Krisna Menon (India), Armand Hammer, John Steinbeck, Erskine Caldwell (USA), Garri Kaszparov, Anatolij Karpov, Rubik Ernő (Magyarország), King Vidor, Jack Lemmon, Kim Novak (USA), Jorge Luis Borges (Argentína), Míkisz Theodorákisz, George Papandreu, Vangelis és Melína Merkúri (Görögország), John Galbraith (USA), Manfred Wörner (NATO), Vlagyimir Zsirinovszkij (Oroszország).

## Művei
- A távolságot, mint üveggolyót. Budapest: Gondolat. 1977.  = Világjárók,  113. ISBN 963-280-472-4
- Angolai tükör. Budapest: Kossuth. 1978.  = Ország-Világ,  ISBN 963-09-1165-5
- Nyílt titkaim. Budapest: szerzői kiadás. 1985.  ISBN 963-500-392-7
- Gép indul! Budapest: Gondolat. 1986.  = Világjárók,  174. ISBN 963-281-707-9
- Dubček megszólal: Tankokkal a tavasz ellen: A szenzációs maratoni tévé-interjú teljes, csonkítatlan szövege Sugár András helyszíni riportjával, a nemzetközi polémia krónikájával. Budapest: szerzői kiadás. 1989.  ISBN 963-400-006-1
- Dubček speaks. London; New York: Tauris. 1990.  ISBN 1-85043-208-2
- És mit mond a román király? Budapest: Új Idő. 1990.  ISBN 963-7950-07-9
- Ötven év titkai: A hatalom és én. Budapest: Kairosz. 2008.  ISBN 978-963-662-138-4

## Díjak, kitüntetések
- Rózsa Ferenc-díj
- A Magyar Népköztársaság Csillagrendje (az egyetlen akkori magyar kitüntetés, amellyel nem járt pénzjutalom), 1986[4]